# Екзистенціальна психотерапія
Екзистенціальна психотерапія — це форма психотерапії, метою якої є підвести пацієнта до осмислення свого життя, усвідомлення своїх життєвих цінностей з прийняттям повної відповідальності за свій вибір.

### Історія
Перші спроби застосувати екзистенціальний підхід робить швейцарський психіатр Людвіг Бінсвангер. У 1960-і ці ідеї успішно розвивають американські психологи Ролло Мей і Джеймс Б'юдженталь (James Bugental, 1915—2008), австрійський психіатр Віктор Франкл. Сьогодні метод представляють: в США Ірвін Ялом, у Великій Британії Ернесто Спінеллі і Еммі ван Дорцен, в Австрії Альфрід Ленгле і Елізабет Лукас.
Деякі автори зводять появу екзистенціальної терапії до античності, розглядаючи, наприклад, діалоги Сократа з молодими людьми, а пізніше школи Аристотеля, Епікура і стоїків як якусь форму філософської терапії, яка була покликана поліпшити розуміння світу і тим самим полегшити життя людини, що ріднить її з сучасною екзистенціальною терапією.
Таке призначення філософії було багато в чому втрачено аж до XIX століття, коли його відродили К'єркегор і Ніцше. Їхня робота пізніше надихнула багатьох мислителів XX століття, таких як Хайдеггер і Сартр, які не приховували, що бачать роль філософії перш за все в конкретній допомозі людям.
Інший важливий напрям філософії, що заклав основи екзистенціальної терапії і всієї психології у цілому, це феноменологія, яка надала психологам і психотерапевтам необхідні інструменти для проникнення у суть проблем пацієнта